# Troșcea, Lîpoveț
Troșcea (în ucraineană Троща) este localitatea de reședință a comunei Troșcea din raionul Lîpoveț, regiunea Vinnița, Ucraina.

## Demografie
Componența lingvistică a localității Troșcea
     Ucraineană (97,65%)
     Rusă (2,06%)
Conform recensământului din 2001, majoritatea populației localității Troșcea era vorbitoare de ucraineană (97,65%), existând în minoritate și vorbitori de rusă (2,06%).

## Legături externe
- pl Troszcza 1) în Dicționarul geografic al Regatului Poloniei și al altor țări slave, volum XII (Szlurpkiszki — Warłynka) 1892

- pl Troszcza, wieś, powiat lipowiecki în Dicționarul geografic al Regatului Poloniei și al altor țări slave, volum XV, p. 2 (Januszpol — Wola Justowska)1902